# Харрисон, Бирдж
Бирдж (Лоуэлл) Харрисон (англ. Lovell Birge Harrison; 1854—1929) — американский художник-пейзажист, педагог и писатель. Практик и пропагандист стиля тонализм.

## Биография
Родился 28 октября 1854 года в Филадельфии, Пенсильвания, брат художника Александра Харрисона.

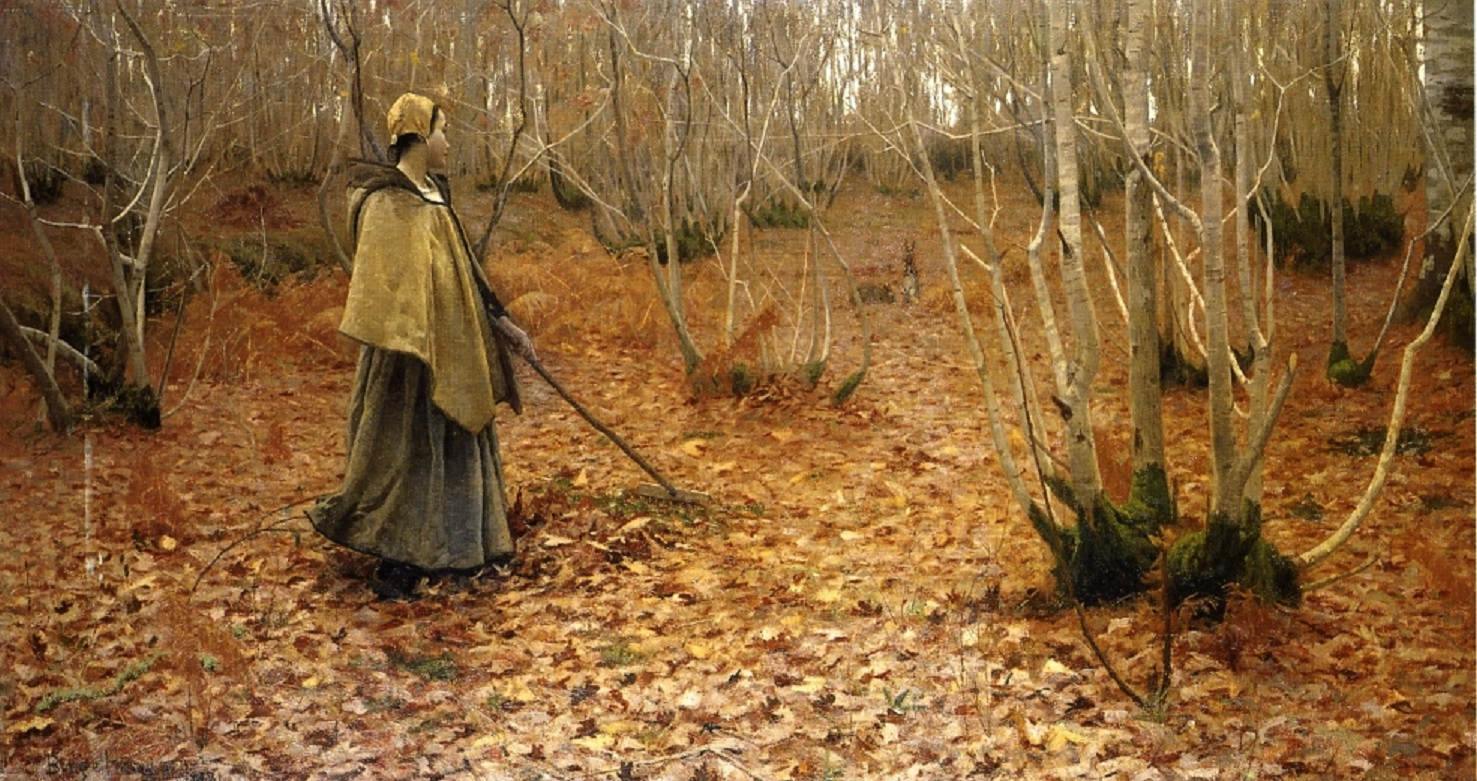
Картина Novembre, 1881 год

Сначала учился в Пенсильванской академии изящных искусств (с 1874 года), позже — у Томаса Икинса, который оказал существенное влияние на Харрисона. Затем он по совету Джона Сарджента отправился в Париж, где обучался у Каролюса-Дюрана и в Школе изящных искусств у Александра Кабанеля. В 1881 году Харрисон выставлялся в Парижском салоне, а в 1882 году его работа Novembre стала одной из первых картин американских художников, приобретенных французским правительством. В настоящее время находится в музее французского города Ренн.
Во время своих путешествий по Австралии Харрисон встретился с художницей Элеонорой Ритчи (англ. Eleanor Ritchie), на которой он женился и они вместе вернулись в Америку. Здесь художник ежегодно выставлялся в Национальной академии дизайна и Пенсильванской академии изящных искусств. По состоянию здоровья в 1889—1893 годах Харрисон временно был вынужден прекратить занятия живописью и значительное время провел в путешествиях по Австралии, южным морям, посетил Нью-Мексико. Во время этих путешествий писал статьи для публикаций и иллюстрировал их. В 1891 году Харрисон с женой переехал в Калифорнию, но после её смерти в 1895 году (в ожидании первого ребёнка), Харрисон повторно женился и переехал в Плимут, штат Массачусетс, где стал лидером школы тонализма. Затем на рубеже веков он переехал в Вудсток, Нью-Йорк, где основал собственную школу, основанную на его экспериментах в тонализме. В 1906 году принимал участие в летней школе Лиги студентов-художников в Вудстоке, где среди учеников художника были его племянница, а также архитектор и живописец Маргарет Фултон Спенсер. Здесь Харрисон стал особенно известен своими снежными пейзажами.
Умер в 1929 году.

## Заслуги
За свою творческую деятельность Бирдж Харрисон получил многочисленные призы и медали, включая золотую медаль Пенсильванской академии изящных искусств в 1910 году. Был членом Национальной академии дизайна (с 1910 года), Общества американских художников, Нью-Йоркского акварельного клуба и Американской академии искусств и литературы. Также был директором школы пейзажной живописи Лиги студентов-художников. Его лекции были опубликованы в 1909 году в виде книги под названием «Landscape Painting».

Некоторые работы
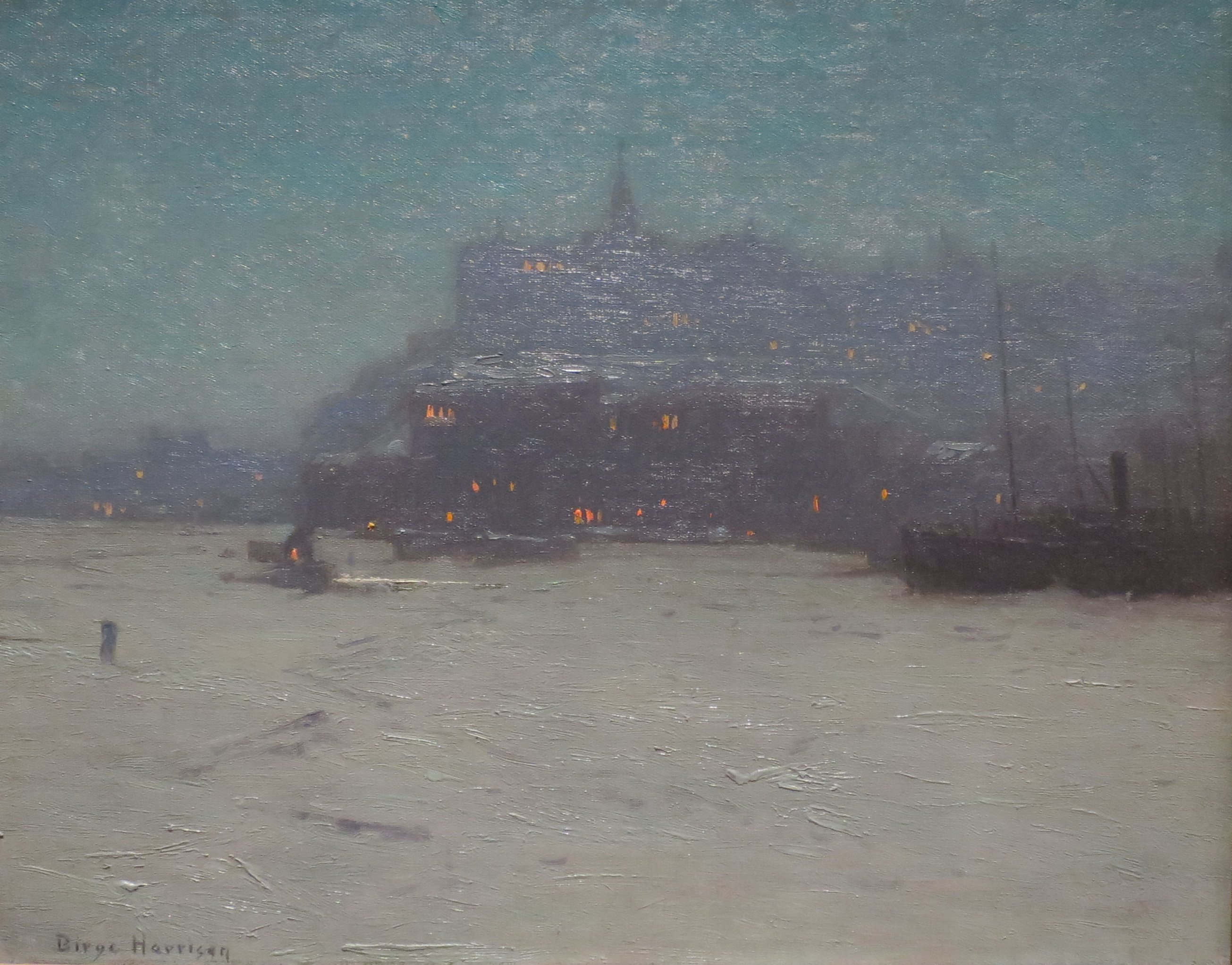
Quebec from the Harbor
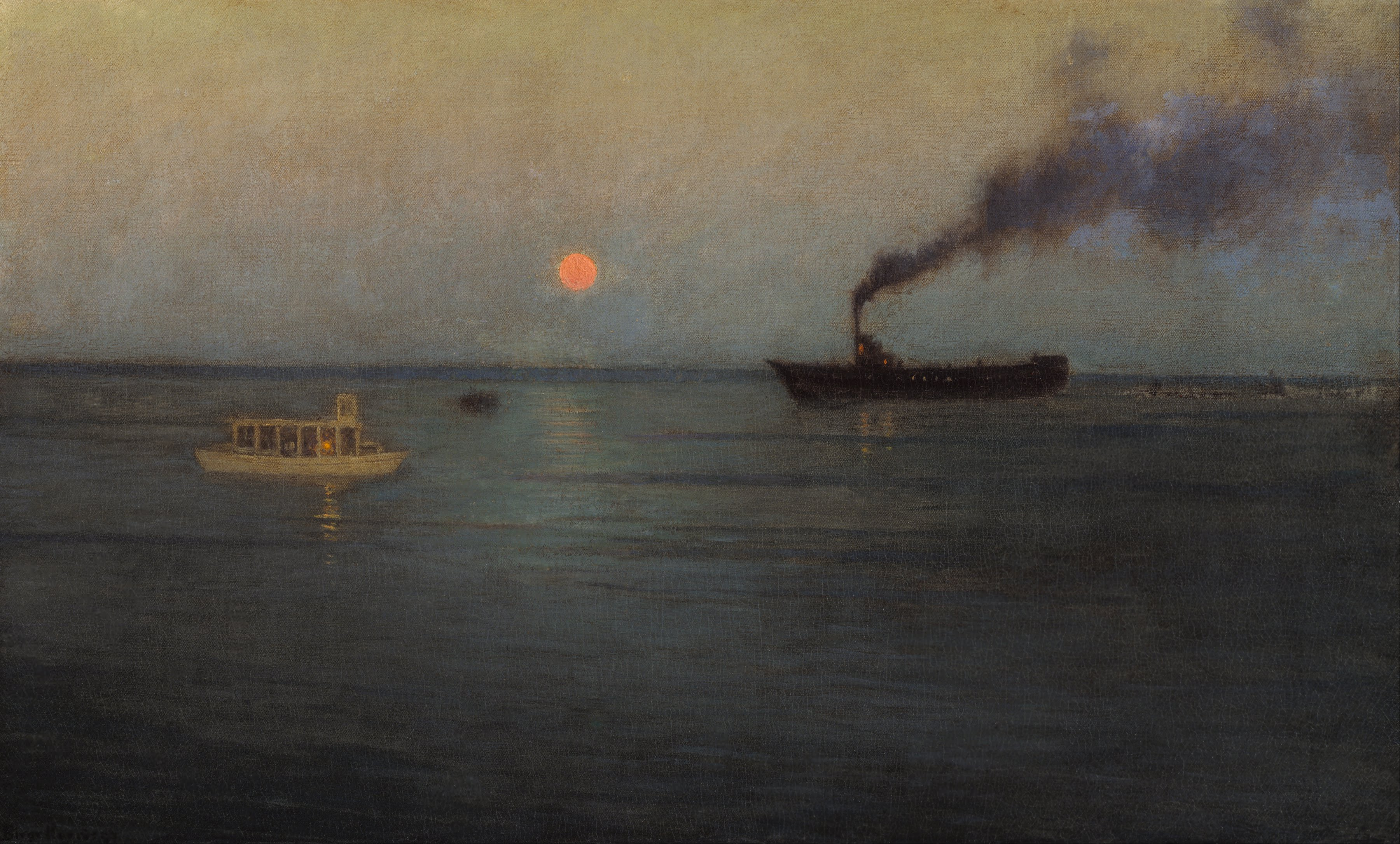
Rosy Moon Off Charleston Harbor
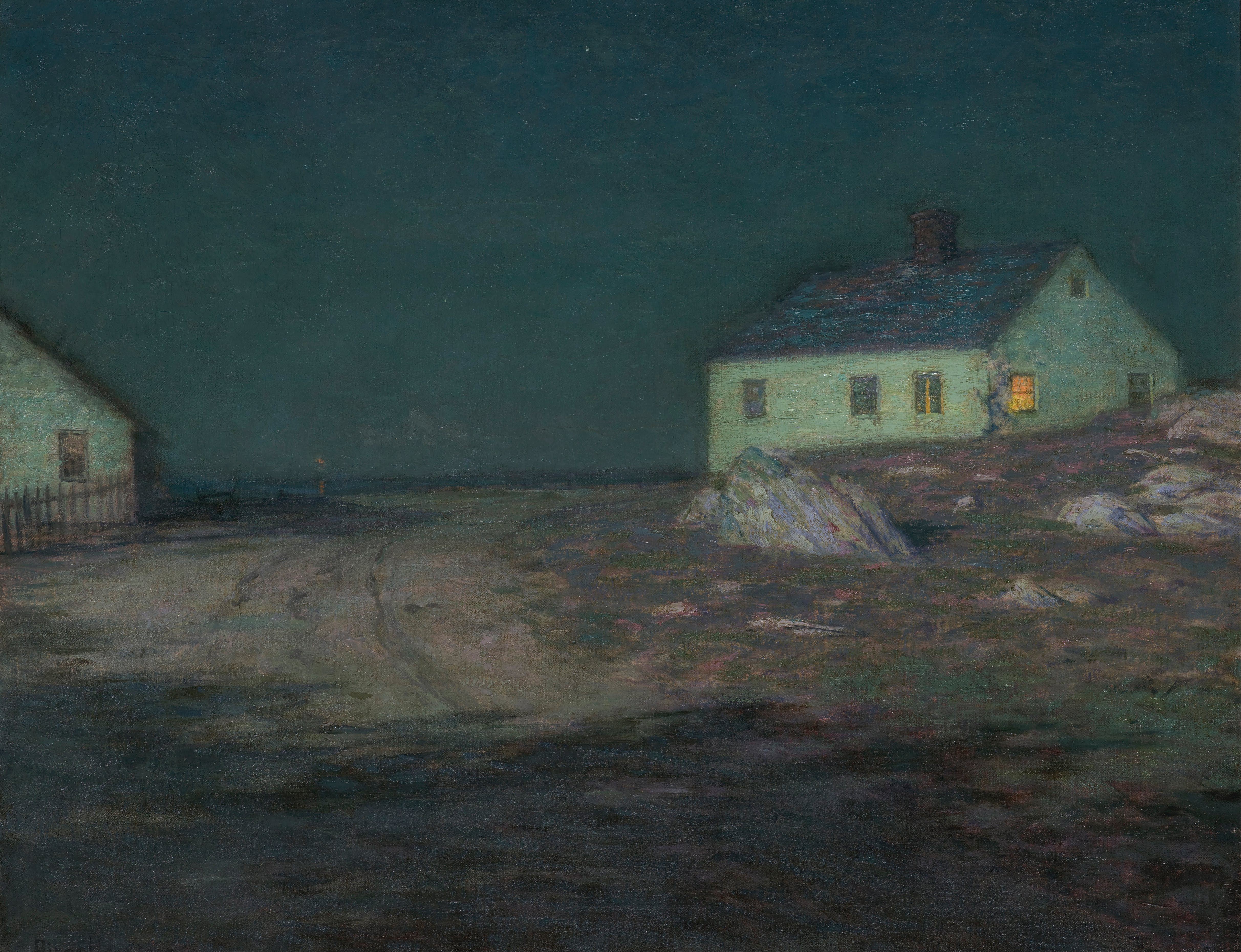
The Harbor Light